# Charles de Poitiers
Charles de Poitiers, mort le 7 septembre 1433, à Dijon, est un prélat français de la fin du XIVe siècle et du début du XVe siècle, issu d'une branche de la maison de Poitiers-Valentinois.

## Biographie

### Origines
La date de naissance de Charles de Poitiers n'est pas connue. Roche le nomme Charles Olivier. Il est le fils de Charles de Poitiers, seigneur de Saint-Vallier, et de Simone de Méry,. Il a pour frères, Louis, qui succède à leur père, et Jean, successivement évêque de Valence et de Die (1390-1448), archevêque de Vienne (1448-1452) et recteur du Comtat Venaissin (1410-1422 puis 1433).
L'abbé Roche (1894) donne, par erreur, dans sa filiation Philippe-Guillaume de Ligny, dit de Poitiers, évêque de Viviers (1388-1406), comme son frère.

### Carrière
Charles de Poitiers est chanoine de Viviers lorsqu'il est appelé à administrer le diocèse le 19 août 1385, au nom du Cardinal de Brogny. En 1386, il est appelé sur le siège de Cavaillon.
En 1390, il monte sur le trône épiscopal de Châlons,. En 1413, il passe à l'évêché de Langres. Ce diocèse est un duché-pairie.
Il suit la partie de Jean de Bourgogne contre le dauphin et l'accompagne à l'entrevue de Montereau.
L'abbé Roche (1894) dit qu'il meurt « non pas le 7 décembre, comme l'ont dit plusieurs auteurs, mais le 7 septembre 1433, à Dijon ».